# Últimas palabras

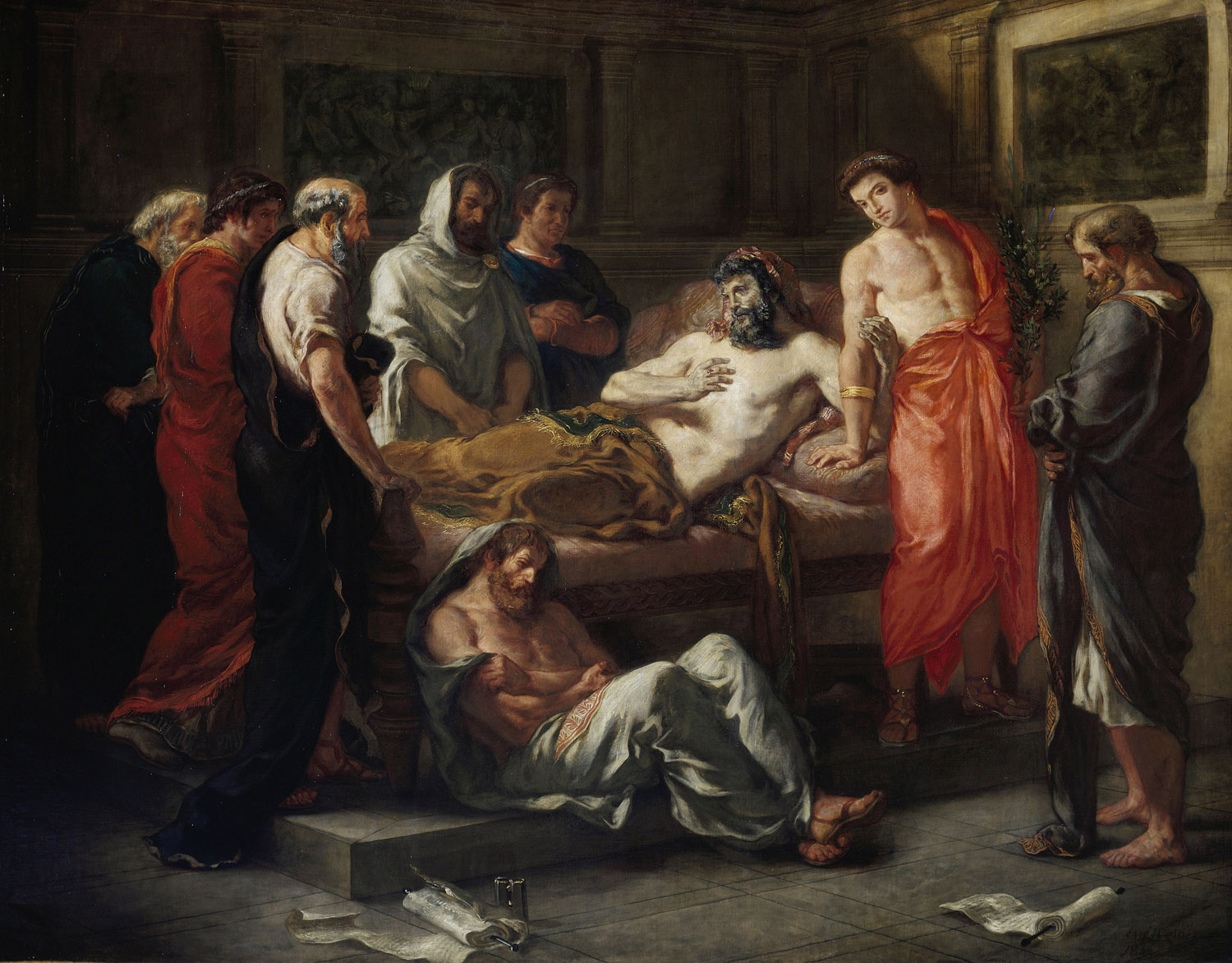
Últimas palabras del emperador Marco Aurelio

Últimas palabras son las palabras articuladas finales declaradas por una persona justo antes de morir o según se acerca su muerte.

## Citas
Las citas de últimas palabras pueden no ser las palabras inmediatamente antes de la muerte. En muchos casos, estas palabras pueden no haber sido escritas o grabadas de un modo fidedigno y pueden ser citadas posteriormente de forma errónea por una amplia variedad de razones. Dependiendo de cada situación, las últimas palabras de una persona antes de su fallecimiento, interpretadas de manera literal, pueden consistir en balbuceos o expresiones que carecen de sentido debido a la pérdida de la conciencia o delirios propios de una agonía. Por lo tanto, para algunos es importante considerar un mensaje previo que sea claramente inteligible como sus últimas palabras.
Algunas últimas palabras famosas incluyen enunciados literales, como las de La tragedia de Julio César de Shakespeare "Et tu, Brute?" y las de Oscar Wilde "My wallpaper and I are fighting a duel to the death. One or the other of us has to go".
Otras tienen un sentido irónico, dichas antes de un hecho desastroso, como:
- "They couldn't hit an elephant at this distance!" el general John Sedgwick en la batalla de Spotsylvania inmediatamente antes de ser alcanzado por fuego enemigo.[2]
- "¡Que me sigan todos los valientes prusianos!" Kurt Christoph Graf von Schwerin en la Batalla de Praga inmediatamente antes de ser alcanzado por una bala de cañón en la cabeza.[3]
- "Don't worry about it ... look, the clip is not even in it." Terry Kath de la banda Chicago justo antes de ponerse una pistola en la sien y apretar el gatillo.[4]

Las últimas palabras proferidas por una persona tratada como mártir o héroe de un movimiento religioso, nacionalista o revolucionario a menudo ganan un significado político y son ampliamente citadas en la literatura y utilizadas como eslogan; en algunos casos, sin embargo, la autenticidad histórica de esas palabras es dudosa.